# 순위 (조위)
순위(荀緯, 182년 ~ 223년)은 후한 말기 ~ 조위 초기의 관료로, 자는 공고(公高)이며 하내군 사람이다.

## 생애
상림·양준·왕릉·왕상과 함께 병주자사 양습의 눈에 띄어 조정에 천거되었고, 곧 현장에 임명되었다. 후한 건안 연간에는 위왕 조조의 태자 조비의 예우를 받았고, 군모연(軍謀掾)·태자서자(太子庶子)·산기상시(散騎常侍)·월기교위(越騎校尉)를 지냈다.
조위 황초 3년(222년), 문제의 완(宛) 순행을 망친 죄로 남양태수 양준이 주살될 위기에 놓였다. 순위는 왕상·상서복야(尙書僕射) 사마의와 함께 문제에게 양준의 구명을 청원하였으나, 끝내 문제는 양준을 주살하였다.
황초 4년(223년)에 죽으니, 향년 42세였다.

## 출전
- 진수, 《삼국지》 권21 왕이이유전·권23 화상양두조배전
- 순욱, 《문장서록》[진수, 《삼국지》 권21 왕위이유전 배송지주에 인용]